# Riihijärvi (sjö i Jämsä, Mellersta Finland, 62,1 N, 24,95 Ö)
Riihijärvi är en sjö i kommunen Jämsä i landskapet Mellersta Finland i Finland. Sjön ligger 109,5 meter över havet. Arean är 75 hektar och strandlinjen är 6,53 kilometer lång. Sjön  ingår i Kymmene älvs huvudavrinningsområde.   Den ligger omkring 43 kilometer väster om Jyväskylä och omkring 210 kilometer norr om Helsingfors. 